# A.C. Bhaktivedanta Swami Praphupada

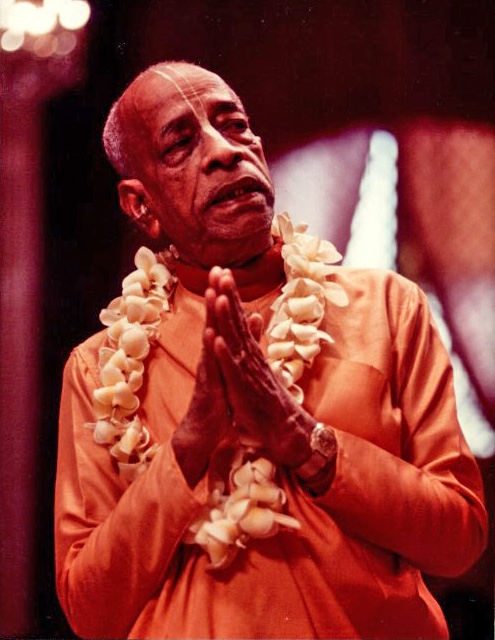
A.C. Bhaktivedanta Swami Prabhupada

A.C. (Abhay Charan) Bhaktivedanta Swami Prabhupada (Calcutta, 1 september 1896 – 14 november 1977) was een vaishnava monnik uit India die het z.g. Krishna-bewustzijn naar het Westen bracht. Hij was de stichter-ãcãrya van ISKCON, the International Society for Krishna Consciousness, beter bekend als de Hare Krishna-beweging.

## Biografie

### Jeugd
Swami Prabhupada werd geboren in Calcutta (Bengalen) als Abhay Charan De, de zoon van Rajani en Gour Mohan De, een stoffenhandelaar die behoorde tot de gegoede aristocratische suvarna-vanic-gemeenschap.
Abhay groeide op in een Vaishnava-familie. Zijn vader had de wens dat hij een toegewijde van Srimate Rãdhãrãni (Krishna's jeugdliefde) zou worden. De gebruiken van de Vaishnava-traditie werden hem dan ook reeds van jongs af aan bijgebracht. Hij studeerde aan het katholieke Scottish Church-college in Calcutta, toen nog onder Brits beheer en vervolmaakte zijn hogere studies in de scheikunde en Engels aan de universiteit. In deze periode werd hij aanhanger van Gandhi's onafhankelijkheidsbeweging. Ter ondersteuning van die onafhankelijkheidsidealen droeg hij alleen handgeweven kleding van Indiase makelij en weigerde daarenboven zijn universitaire diploma in ontvangst te nemen.

### Stichter van ISKCON
Voor hij zich in 1950 uit het maatschappelijke leven terugtrok om kluizenaar te worden, was hij gehuwd, vader van enkele kinderen en leidde hij een kleine farmaceutische onderneming. In juli 1966 bracht hij het Gaudiya Vaishnavisme naar het Westen met de oprichting van de Hare Krishna-beweging (ISKCON = International Society for Krishna Consciousness) in New York. Bij zijn overlijden, elf jaar later, was ISKCON in het Westen algemeen bekend geworden als een uitingsvorm van het hindoeïsme, Zijn spirituele meester Sri Bhaktisiddhanta Sarasvati Thakur vroeg hem bij hun eerste ontmoeting in 1921 het Vaishnavisme in het Engelse taalgebied te verspreiden. In 1933 liet hij zich formeel initiëren in De Heilige Namen van de Mahãmantra en in 1944 begon hij het Engelstalige tweewekelijkse tijdschrift Back to Godhead, dat hij geheel eigenhandig schreef, redigeerde en uitgaf. Srila Prabhupada moest zelfs van tijd tot tijd bij de regering aankloppen om toestemming te krijgen om beslag te leggen op wat papier.
In 1947 kreeg hij vanwege zijn religieuze geleerdheid van het Gaudiya-vaishnavisme de eretitel Bhaktivedanta (Sanskriet: Hij, die de uiteindelijke conclusies van de Veda's (letterlijk) heeft gerealiseerd ). Vanaf 1950 woonde hij in de middeleeuwse Radha-Damodara tempel in de heilige stad, het bedevaartsoord Vrindãvana (het oorspronkelijke koeiendorp van Krishna). In 1959 nam hij de sannyas-geloften van de wereldverzakende orde om de materiële wereld de rug toe te keren en zich enkel en alleen nog maar op de instructie van de geestelijk leraar te concentreren. Hij vertaalde daar de eerste drie delen van het Srimad bhagavatam en voorzag deze van zeer duidelijke en zeer boeiende betekenis-verklaringen. (Later zou A.C Bhaktivedanta nog tot en met het tiende Canto vertalen vanuit het Sanskriet. Het elfde en twaalfde Canto komt van de hand van zijn meest erudiete en vertrouwelijke discipelen).
Daarna trok hij naar Amerika om de missiewens van zijn meester in vervulling te laten gaan en slaagde er ook in dat zeer verheven doel te realiseren. De geschiedenis staat beschreven in Satswarupa dasa Goswami's biografie over Srila Prabhupada: de Lilamrita. Prabhupada is een naam vaker gehanteerd door de Gaudia math. Hij betekent: Meester aan wiens lotusvoeten alle meesters zitten.

### Op de hoogte van misstanden binnen zijn organisatie
Uit brieven van Prabhupada blijkt dat hij in 1972 reeds op de hoogte was van misstanden binnen ISKCON. Ondanks het feit dat hij op de hoogte was en nog volledig leiderschap had, deed hij – naar het schijnt – niets aan het meermalig kindermisbruik en de vrouwenmishandeling binnen zijn organisatie. Hij vertrouwde volledig op de zuiverende werking van de Krishna-bhakti.